# Cadillac Sixty Special
Cet article concerne la Cadillac Sixty Special. Pour le modèle dont il est dérivé, voir Cadillac Série 60.
 (décembre 2019).
Si vous disposez d'ouvrages ou d'articles de référence ou si vous connaissez des sites web de qualité traitant du thème abordé ici, merci de compléter l'article en donnant les références utiles à sa vérifiabilité et en les liant à la section « Notes et références ».
 (décembre 2019).
La mise en forme du texte ne suit pas les recommandations de Wikipédia : il faut le « wikifier ».
Les points d'amélioration suivants sont les cas les plus fréquents :
- Les titres sont pré-formatés par le logiciel. Ils ne sont ni en capitales, ni en gras.
- Le texte ne doit pas être écrit en capitales (les noms de famille non plus), ni en gras, ni en italique, ni en « petit »…
- Le gras n'est utilisé que pour surligner le titre de l'article dans l'introduction, une seule fois.
- L'italique est rarement utilisé : mots en langue étrangère, titres d'œuvres, noms de bateaux, etc.
- Les citations ne sont pas en italique mais en corps de texte normal. Elles sont entourées par des guillemets français : « et ».
- Les listes à puces sont à éviter, des paragraphes rédigés étant largement préférés. Les tableaux sont à réserver à la présentation de données structurées (résultats, etc.).
- Les appels de note de bas de page (petits chiffres en exposant, introduits par l'outil «  Source ») sont à placer entre la fin de phrase et le point final[comme ça].
- Les liens internes (vers d'autres articles de Wikipédia) sont à choisir avec parcimonie. Créez des liens vers des articles approfondissant le sujet. Les termes génériques sans rapport avec le sujet sont à éviter, ainsi que les répétitions de liens vers un même terme.
- Les liens externes sont à placer uniquement dans une section « Liens externes », à la fin de l'article. Ces liens sont à choisir avec parcimonie suivant les règles définies. Si un lien sert de source à l'article, son insertion dans le texte est à faire par les notes de bas de page.
- La présentation des références doit suivre les conventions bibliographiques. Il est recommandé d'utiliser les modèles {{Ouvrage}}, {{Chapitre}}, {{Article}}, {{Lien web}} et/ou {{Bibliographie}}. Le mode d'édition visuel peut mettre en forme automatiquement les références.
- Insérer une infobox (cadre d'informations à droite) n'est pas obligatoire pour parachever la mise en page.

Pour une aide détaillée, merci de consulter Aide:Wikification.
Si vous pensez que ces points ont été résolus, vous pouvez retirer ce bandeau et améliorer la mise en forme d'un autre article.
La Cadillac Sixty Special est un nom utilisé par Cadillac pour désigner initialement un modèle dérivé en 1938 de la Series 60, conçu par Harley Earl et Bill Mitchell, et souvent appelé Fleetwood Sixty Special. Il a été proposé essentiellement en berline quatre portes et brièvement comme un hardtop à quatre portes. La désignation Sixty Special était réservée à certains des véhicules les plus luxueux de Cadillac. Ce positionnement  s'est illustré  avec  l'introduction des versions exclusives Fleetwood Sixty Special Brougham d'Elegance de 1973 et Fleetwood Sixty Special Brougham Talisman de 1974, qui, cependant, avaient un niveau de finition inférieur à celui des Series 70. Le nom Sixty Special a été temporairement abandonné en 1976 mais est réapparu en 1987 et a perduré jusqu'en 1993.

## 1938-1941
Pour 1938, la Sixty Special conçue par Harley Earl-Bill Mitchell a été ajoutée entre la gamme de voitures la moins chère de Cadillac, la «Series 60», et les Cadillac à carrosserie large «Senior». Il a remplacé le modèle "70" (Series 70 à base courte). Bien que tous les 60 Specials de première génération aient été construits à l'usine de Fleetwood, le 60 Special a été commercialisé en tant que Fisher Body en 1938 et 1939.
La nouvelle berline à quatre portes, conçue pour ressembler à une berline décapotable, a présenté des caractéristiques avant-gardistes, notamment un coffre complètement intégré, semblable à un coupé (qui a lancé un style de berline «tricorps»); pas de marchepieds (ce que tous vont bientôt faire); portes de style convertible avec cadres de fenêtres en métal brillant (Bill Mitchell a appelé le 60 Special de '38 "le premier hardtop"); un auvent «à quatre fenêtres» avec plus de surface vitrée que toutes les Cadillac auparavant ; un pare-brise fortement incliné et quatre portes à charnières avant. Contrairement à ce qui était alors en vigueur pour les automobiles de luxe, la nouvelle Sixty Special était conçue comme une voiture conduite par le propriétaire plutôt qu'une voiture pour chauffeur.
Elle a été construite sur un empattement de 127,0 pouces (3230 mm) - 3 pouces (76 mm) de plus que les voitures Series 60. Le nouveau Sixty Special utilisait un cadre unique en "X" en dessous, ce qui permettait les 4 170 lb (1 890 kg) de la voiture pour rester dans son cadre. Cela a non seulement donné à la nouvelle Cadillac le châssis le plus rigide du marché, mais il était également 3 pouces plus bas que les autres Cadillac - sans aucun sacrifice en hauteur sous plafond. La disparition des marchepieds le long du côté et son absence de moulure de ligne de ceinture lourde ont fait apparaître la voiture élégante encore plus basse. Plus important encore, il a permis l'espace aux épaules et l'espace aux hanches d'augmenter de plus de 5 pouces sans augmenter la largeur globale. Lorsqu'elles sont combinées avec le tout nouveau levier de vitesses monté sur colonne, les voitures offrent un véritable confort pour six passagers. La Sixty Special était propulsée par le moteur V8 Cadillac standard de 130 ch (97 kW) et 5,67 L.
Au cours de sa première année, 3 703 Sixty Special ont été livrés, au coût de base de 2 090 $ chacun - ce fut un succès à tous points de vue. La nouvelle Sixty Special a dépassé tous les autres modèles Cadillac au cours de sa première année, représentant 39 % de toutes les Cadillac vendues. En 1938, en plus de la berline standard à 4 portes, deux modèles prototypes ont été construits sur la carrosserie Sixty Special : deux cabriolets à quatre portes très fringants (dont un appartenant à l'exécutif de GM, Larry Fisher, qui a été démoli par Harley Earl dans un accident de la circulation, et un envoyé en Europe, qui a ensuite été rappelé et consommé par GM Engineering lors d'essais structurels en préparation des carrosseries "Torpedo" de 1940), plus un coupé Sixty-Special (conduit personnellement pendant deux ans par le président de GM, Bill Knudsen).
Une nouvelle face avant mal reçue, qui était calquée sur la Lincoln Zephyr et n'avait pas le punch visuel attendu par les acheteurs de Cadillac, un modeste changement de niveau de finition et de nouvelles options sont apparues pour la Sixty Special en 1939. La première parmi les nouvelles options était un panneau métallique rétractable au-dessus du siège avant appelé Sunshine Turret-Top Roof, un prédécesseur du type de toit ouvrant qui ne deviendrait courant qu'au milieu des années 1970. Le toit coulissant, breveté par la division Ternstedt Hardware de GM, a été déverrouillé et glissé dans un renfoncement intégré à la partie arrière du toit principal où il se verrouillait en place. Le deuxième était un verre de division rétractable en option entre les sièges avant et arrière. Cette cloison n'avait pas de linteau dans le toit, seulement des canaux entre les montants de porte pour que le verre rétractable se déplace. Le prix de 1938 de 2 090 $ est également resté pour 1939. Plus de 5500 Sixty Special ont été construits pour 1939, ce qui représente 40 % de toutes les Cadillac vendues, mais seulement 280 d'entre elles étaient équipées de l'option toit ouvrant (sur ces 280 voitures avec toit ouvrant en option, 55 d'entre elles étaient également équipées du verre rétractable de cloison). Les commandes spéciales de 1939 comprenaient une berline convertible construite sur le châssis Sixty Special pour le prince Frederik de Danemark.
À partir de 1940, et pour le reste de son existence, le Sixty Special serait commercialisé Fleetwood, bénéficiant de moulures, de garnitures et de garnitures plus chères comme les Series 75 et 90. Ainsi, il a pris la place de la Series 70, qui a été abandonnée pour l'année modèle 1938, en tant que grand modèle le plus luxueux de Cadillac, dirigé par le propriétaire, un rôle qu'il remplirait jusqu'en 1976. Pour 1940, le prix (pour la troisième année consécutive) et le style général sont restés les mêmes, avec seulement de légères modifications de garniture. Il convient de noter que 1940 a été la dernière année où des pneus de secours montés sur les côtés (en option sur toutes les Cadillac, y compris la Sixty Special) ont été proposés. La gamme Sixty Special s'est étendue à quatre modèles cette année : Touring Sedan (le modèle de base), Imperial Sedan (au prix de 2 230 $, elle comportait une cloison en verre rétractable entre les sièges avant et arrière) et deux modèles de voitures Town Car à devant ouvert (un avec un toit peint, l'autre avec un toit recouvert de cuir). Ces deux voitures très formelles avaient une section de toit amovible sur le siège avant et une fenêtre en verre. Sur les Sixty Special construits en 1940, 4 242 étaient le modèle Touring. Il y avait 113 Imperial (dont 3 qui étaient également équipés du toit ouvrant), et enfin, seulement 15 modèles Town Car. Sur les 15, 9 avaient le toit en métal peint (au prix de 3 465 $) et 6 avaient la version officielle du toit recouvert de cuir (au prix de 3 820 $).
1941 était la dernière année du design original de Harley Earl et Bill Mitchell de la Sixty Special, car un tout nouveau modèle pour 1942 était en préparation. Beaucoup considèrent le modèle de 1941 comme le plus beau de cette série, bien que Mitchell lui-même ait favorisé les lignes épurées du modèle original de 1938. Pour la première fois, Cadillac avait son propre design avant - la calandre plus large que haute "pierre tombale" avec une section centrale en saillie vers l'avant flanquée de sections latérales plates - qui identifierait les Cadillac pour les années à venir; la nouvelle calandre est apparue comme un rectangle orienté horizontalement vue de face d'où le surnom. D'autres modifications ont été des ailes avant plus longues qui se sont terminées par des capuchons d'extension fixés aux portes avant, qui ont complètement englouti les phares abaissés et largement positionnés et (de concert avec un nouveau capot) ont rempli la zone anciennement vacante adjacente au compartiment moteur; les ailes arrière contenaient désormais des jupes complètes de série. Pour 1941, l'empattement a été réduit de 1 pouce (25 mm), jusqu'à 126 pouces (3 200 mm). Les Sixty Special ont montré une augmentation de prix de 105 $ (pour la première fois) à 2 195 $. La puissance était toujours fournie par le même moteur Cadillac de 5,67 L qu'avant, mais elle était maintenant évaluée à 150 ch (110 kW). La production totale comprend 3 878 berlines Touring (dont 185 avec l'option toit ouvrant) et 220 berlines Imperial (maintenant au prix de 2 345 $). Seule 1 Sixty Special Town Car a été fabriquée cette année et utilisée sur le circuit des salons de l'auto avant d'être achetée par le réalisateur Cecil B. DeMille. Doté du toit recouvert de cuir, il était le dernier à venir de Cadillac-Fleetwood.
Il y avait près de 17 900 Sixty Specials fabriqués de 1938 à 1941, dont une douzaine de versions personnalisées.

## 1942-1947
Le tout nouveau Sixty Special pour 1942 était 7 pouces (180 mm) plus long et 1 pouce (25 mm) plus bas que le modèle 1941, et maintenant monté sur un empattement exclusif de 133 pouces (3 400 mm), plus long que tout autre Cadillac non limousine. Cela a marqué le début de ce qui allait devenir une caractéristique centrale du Sixty Special. Pour 28 des 34 prochaines années modèles de son existence, la Sixty Special comporterait un GM C-Body spécialement étiré avec un espace pour les jambes et une hauteur sous plafond sensiblement plus grands.
Jusqu'en 1948, Cadillac a annoncé la Sixty Special comme une voiture à cinq places. Le nouveau design était plus épuré et moins vertical en apparence par rapport à son prédécesseur, avec des ailes "ponton" avant et arrière; c'est l'année où les «balles» de pare-chocs ont été introduites, qui resteront une caractéristique de style Cadillac jusqu'en 1958. Les cadres de fenêtre en métal brillant uniques et séparés ont été abandonnés au profit de cadres de fenêtre en métal brillant sur les portes de style conventionnel. L'option Sunshine Roof (toit ouvrant) à vente lente a été abandonnée à la fin de l'année-modèle 1941 et ne réapparaîtrait pas dans une Cadillac avant l'Eldorado de 1970. Les capuchons de porte en grain du compartiment arrière se sont maintenant mélangés dans une cloison arrière fixe juste derrière le siège avant (sur tous les véhicules avec ou sans cloison vitrée), soulignant la séparation des compartiments avant et arrière. Alors que l'intérieur spécifique au modèle était luxueusement aménagé, Cadillac dépendait en grande partie de la garniture pour différencier l'extérieur de la Sixty Special de la Series 62 Touring Sedan plus courte mais de style similaire. Les volets décoratifs chromés - qui deviendront un ornement de marque Sixty Special pour les années à venir - ont été montés à trois endroits sur le modèle 1942: derrière les ouvertures de passage de roue sur les ailes avant et arrière, ainsi que sur le toit derrière l'ouverture de porte arrière. En plus de la garniture à persiennes, la Sixty Special avait un «pilier C» plus large que les autres modèles. Seulement deux variantes étaient maintenant disponibles dans la série Sixty Special - la berline standard au prix de 2 435 $ et une berline Imperial de 2589 $ qui comportait une cloison en verre réglable électriquement entre les sièges avant et arrière. Les totaux de production comprennent 1 684 berlines standard et 190 berlines Imperial supplémentaires. En raison de la Seconde Guerre mondiale, Cadillac a mis fin à la production automobile en février 1942 et a commencé à assembler du matériel militaire.
Le 17 octobre 1945, la première Cadillac d'après-guerre est sortie de la chaîne de montage. Le Sixty Special de 1946 était maintenant très similaire à la Series 62 C-body, bien qu'un léger étirement de l'empattement ait ajouté plus de place au siège arrière. Le modèle 1946 a montré peu de changements par rapport au modèle 1942, y compris une refonte douce de la calandre et de nouveaux pare-chocs. Les feux de stationnement et les clignotants étaient désormais montés sous les phares. C'était la première année où le "V" était utilisé sous l'écusson Cadillac (le dernier véhicule à utiliser cet emblème serait la DeVille de 1984). Un seul modèle est resté dans la gamme Sixty Special - la berline standard de 3 054 $. Les deux ensembles de volets chromés montés sur les ailes ont disparu, mais ceux montés sur le toit sont restés. Cadillac utilisait désormais une batterie à masse négative sur un système de 6 volts. La Sixty Special n'atteindra que 5 700 unités pour 1946, car il ne sera mis en production que plus tard dans l'année-modèle. Une horloge électrique était standard.
Peu de changements ont accueilli la Sixty Special pour 1947, alors qu'un tout nouveau design arrivait en 1948. Les célèbres enjoliveurs "sombrero" de Cadillac - en acier inoxydable brillant - ont fait leurs débuts cette année. Derrière la calandre redessinée se trouvait le même moteur de 5,67 L que Cadillac utilisait depuis 1936, maintenant évalué à 150 chevaux (110 kW). Des boucliers en pierre de métal brillant - montés sur le bord avant des ailes arrière - ont remplacé les pièces en caoutchouc noir utilisées sur le modèle de 1946. La nouvelle calandre était composée de cinq barres par rapport aux six précédentes. Enfin, les plaques signalétiques du script Cadillac ont remplacé les lettres majuscules utilisées précédemment. Le prix atteignait 3 195 $ - un bond assez substantiel par rapport au prix de 1942 de 2 435 $, étant donné qu'il s'agissait pratiquement du même véhicule. Malgré la forte hausse des prix, la production a atteint un nouveau sommet à 8500 unités, mais cela ne représentait que 14 % des ventes de Cadillac, en forte baisse par rapport à la part de 40 % qu'elles avaient représentée en 1939. Cela était dû en grande partie au formidable succès commercial des Series 61 et 62, dont les corps bas, sans marchepied, avec un large espace pour les épaules, avaient été inspirés par le Sixty Special d'origine.

## 1948-1949
Presque tous les modèles ont été repensés pour 1948, y compris la Sixty Special a 3820 $. Avec une toute nouvelle tôle, mais toujours sur un empattement exclusif de 133 pouces, le luxueux Sixty Special pesait 4370 livres de poids à l'expédition (plus de 4500 livres de poids à vide). À l'intérieur, des lève-vitres et une banquette réglable en deux sens avec assistance hydroélectrique étaient de série; le système utilisait une pompe électrique centrale qui fournissait du fluide sous pression aux vérins hydrauliques fixés aux régulateurs de siège et de fenêtre. Un groupe d'instruments intelligent en forme d'arc-en-ciel qui plaçait toutes les jauges directement au-dessus de la colonne de direction devant le conducteur n'a été utilisé que pour 1948, tandis qu'un nouveau design de tableau de bord incurvé a ajouté à l'habitabilité des passagers. Les persiennes décoratives chromées montées sur le toit et la vitre de porte latérale à cadre individuel (un élément de design des Sixty Special depuis 1938) ont également été transférées à ce dernier modèle. Avec une garniture inspirée du Lockheed P-38 Lightning, le nouveau Sixty Special comportait des écopes latérales simulées et des ailerons de queue curieux - ressemblant aux stabilisateurs verticaux du P-38.
1949 a apporté une nouvelle puissance à Cadillac, sous la forme du moteur V8 OHV de 5,42 L. Ce nouveau groupe motopropulseur comportait une conception à faible course et à haute compression qui offrait à la fois un fonctionnement silencieux et économique et des performances élevées et fluides. Bien que le moteur soit plus petit et plus court que son prédécesseur, il était de 10 ch (7,5 kW) plus puissant et 188 livres plus léger. Avec des améliorations presque annuelles, ce moteur a été utilisé pendant l'année modèle 1955. Une nouvelle calandre était en ordre pour 1949 - celle-ci plus large et plus substantielle que l'année précédente; les éléments horizontaux inférieur et central encadrant la garniture lumineuse entourant les feux de stationnement et s'enroulant autour des ailes avant. Le tableau de bord inhabituel de 1948 a été remplacé par un arrangement simplifié, plus conventionnel mais moins excitant. Avec seulement une légère augmentation de prix, la Sixty Special à 3 859 $ était maintenant annoncé comme une voiture à six places, et les ventes ont atteint un record de 11 399 unités. 1949 était la dernière année où la Sixty Special utilisait un pare-brise en deux parties avec un séparateur vertical monté au centre. Quatre Cadillac ont été fabriquées sur mesure cette année pour le salon automobile General Motors de New York. Trois d'entre eux ont utilisé la carrosserie Sixty Special - y compris un toit rigide sans pilier à deux portes, le premier "Coupe DeVille", construit sur un empattement Sixty Special de 133 pouces. Les deux autres étaient spécialement équipées de berlines Sixty Special standard. La quatrième voiture construite pour le salon était une Cadillac Series 62 1949 de série, mais avec un intérieur occidental personnalisé.

## 1950-1953
Tout au long des années 1950, la Sixty Special restera une version allongée et optionnelle de la Cadillac Series 62, mais perdra la transmission manuelle.
Pour 1950, Cadillac a présenté un tout nouveau style sur toutes les voitures de la gamme, y compris la Sixty Special de 3797 $. Alors que l'intérieur opulent ne rivalisait avec aucune autre Cadillac, le style extérieur était presque identique aux modèles moins chers de la Series 62. La garniture de volet chromée qui était montée sur le panneau de toit arrière depuis 1942 a maintenant été déplacée vers les portes arrière inférieures, juste devant les passages de roue arrière. Bien que Cadillac ait utilisé un empattement de 4 pouces (100 mm) de plus que la Series 62, l'empattement de 130 pouces (3 300 mm) était en baisse de 3 pouces (76 mm) par rapport à l'année précédente. Le poids à l'expédition de la Sixty Special de 1950 était de 4 136 lb (1 876 kg) sous forme de base (plus de 4 300 lb (2 000 kg) poids à vide), et était propulsé par le même moteur introduit pour 1949 - le 5,42 L Cadillac OHV V8 produisant 160 chevaux (120 kW). Pour la première fois de leur histoire, plus de 100 000 Cadillac ont été vendues cette année, et 13 755 d'entre elles étaient la Sixty Special - un nouveau record pour ce modèle. Il est à noter que la 100 000e Cadillac qui est sortie de la chaîne de montage était une Sixty Special de 1950.
1951 a peu changé depuis 1950, à part une nouvelle calandre et un nouveau pare-chocs, en forme de balle (ou dagmars) emprunter au concept car GM Le Sabre de 1951. À l'intérieur, des lampes d'avertissement rouges « idiotes » ont remplacé les jauges des instruments secondaires comme la tension et la pression d'huile. Le même moteur de 5,42 L, introduit en 1949, a été utilisé pour les Cadillac de 1951, mais avec des révisions mineures pour la transmission. Malgré un bond des prix à 4 060 $, la Sixty Special de 4 155 lb (1 885 kg), avec son poids à l'expédition, a battu des records pour la deuxième année consécutive, alors que les ventes ont atteint 18 631.
Cadillac a célébré son anniversaire d'or en 1952. Les changements étaient minimes - et surtout à l'arrière où les feux de recul faisaient désormais partie intégrante des feux arrière montés sur les ailerons, et le script "Fleetwood" revenait sur le couvercle du coffre. De plus, les sorties d'échappement arrière se présentaient désormais sous la forme de deux larges fentes horizontales sur les bords extérieurs du pare-chocs arrière. Autre nouveauté pour 1952: des emblèmes de crête ailés, montés sur les extensions de calandre sous les phares. Avec l'ajout d'un carburateur à courant descendant, le moteur de 5,42 L produit désormais 190 chevaux (140 kW). Une transmission automatique révisée était de série sur la Sixty Special, tandis que la direction assistée était offerte à un coût supplémentaire. Les ventes ont chuté à 16 110 unités, tandis que le prix et le poids ont augmenté, atteignant 4 269 $ et 4 258 lb (1 931 kg). Cadillac remporte à nouveau la «Voiture de l'année» de Motor Trend en 1952.
Encore pareil pour la Sixty Special de 1953, car toute l'attention était portée sur le nouveau cabriolet Eldorado. Les modifications minimes de la finition du Sixty Special comprenaient des moulures de panneau plus larges, qui ont déplacé les persiennes chromées plus haut sur les portes arrière, ainsi qu'une calandre et un pare-chocs révisés. Cependant, d'importants changements techniques ont été apportés aux modèles de 1953, y compris un nouveau système électrique de 12 volts et une augmentation de puissance pour le moteur de 5,42 L - maintenant évalué à 210 ch (160 kW). Deux nouvelles options notables ont fait leurs débuts cette année. Tout d'abord, l'unité de climatisation montée sur le coffre de 619,55 $ - développée par Frigidaire - était disponible dans tous les modèles Cadillac à carrosserie fermée. Deuxièmement, le "Autronic Eye" monté sur le tableau de bord est devenu disponible. Ce système automatisé, qui atténuait automatiquement les feux de route lorsqu'un capteur orienté vers l'avant indiquait la circulation en sens inverse, deviendrait une option Cadillac pendant près de quarante ans. Également disponible - pour 325 $ - était un ensemble de cinq roues à rayons, qui n'avait pas été vu sur les Cadillac d'usine depuis les années 1930. Les roues à rayons continueraient parfois d'être disponibles en option jusqu'en 1992. Les changements mineurs apportés à la Sixty Special de 1953 ont fait des merveilles, car les ventes de la voiture de 4 304 $ ont atteint un record de 20 000 exemplaires. Le poids était jusqu'à 4 415 lb (2 003 kg), et les roues à rayons en option ajoutaient 30 lb (14 kg) supplémentaires.

## 1954-1956
Toutes les Cadillac de 1954 portaient de la tôle neuve, mais malheureusement, la Sixty Special de 4683 $ ressemblait toujours trop à sa sœur à bas prix, la Series 62. L'empattement du Sixty Special remontait à 133 pouces (3 400 mm) - comme il était en 1949. La direction assistée raffinée de Saginaw est devenue un équipement standard, ainsi que des lave-glaces électriques. Les nouvelles options comprenaient une banquette électrique à quatre voies et des freins électriques de Bendix. Comme ils l'avaient fait depuis son introduction en 1949, Cadillac a été en mesure de tirer plus de puissance de son moteur de 5,42 L, et maintenant il était évalué à 230. Les huit volets de garniture chromés se sont abaissés sur les portes arrière, où ils étaient en 1952. Les ventes ont chuté à 16 200 cette année, contre 20 000 en 1953.
La Sixty Special est arrivé avec une version révisée et plus de puissance (250 ch (190 kW), pour être exact) pour 1955, et alors que le prix de 4342 $ était inférieur à celui de l'année dernière, la production a légèrement augmenté pour atteindre 18 300 unités. Les huit volets chromés - montés sur les portes arrière inférieures depuis 1950, ont été remplacés par 12 volets montés juste devant le pare-chocs sur les ailes arrière. Les moulures chromées du panneau - plus hautes que celles utilisées sur la Series 62 - s'étendent de l'arrière de la roue arrière jusqu'au pare-chocs arrière. Une nouvelle calandre contenait un design audacieux en forme d’œuf, tandis que le support de toit arrière formait une courbe florentine délicate - ce design était également partagé avec la Series 62 à l'échelons inférieurs. À l'arrière, six volets verticaux chromés ont été montés sur le panneau sous le couvercle du coffre - trois espacés de chaque côté du support de plaque d'immatriculation. La bande teintée à travers la tête de pare-brise est passée du vert au gris cette année. Une nouvelle option, l'ouverture du coffre par télécommande, a fait ses débuts cette année.
1956 était la dernière année pour les ailerons de queue noueux, inspirés du P-38, à l'arrière de la plupart des Cadillac, y compris la Sixty Special de 4 587 $. Alors que la division Cadillac a battu des records en dépassant les 150 000 unités, la Sixty Special a glissé à 17 000 cette année. La garniture remaniée comprenait des emblèmes Cadillac sur les ailes avant, et une nouvelle calandre (avec un design plus fin en casier à œufs de l'année dernière) portant un emblème de script Cadillac, montée en biais, du côté conducteur. Le script Sixty Special est apparu sur les ailes avant sous l'écusson Cadillac pour la première fois dans l'histoire de la série. Les ailes arrière contenaient un talon chromé le long du sommet, tandis que des lances chromées massives avec des marques de hachage ont remplacé les persiennes chromées délicates de 1955 sur les côtés arrière. Cette garniture latérale chromée s'est transformée en ports d'échappement ovales dans le pare-chocs arrière redessiné. Une calandre dorée anodisée était disponible en option sur la Sixty Special, tandis que les freins assistés sont devenus un équipement standard. Une nouveauté pour 1956 était une plus grande unité motrice de 5,98 L produisant 285 chevaux (213 kW) combinée à une transmission automatique remaniée. Les roues Sabre Spoke - de série sur l'Eldorado - sont devenues disponibles pour la Sixty Special, tandis qu'à l'intérieur, les ceintures de sécurité des passagers figuraient sur la liste des options.

## 1957-1958
Cadillac a présenté son premier toit rigide à quatre portes de série, la Sedan DeVille, en 1956. Lorsque Cadillac a repensé tous ses modèles standard pour 1957, la Sixty Special a également adopté la conception sans pilier. Au prix de 5539 $, la production de 607 lb (2 160 kg) (poids d'expédition) a atteint 24 000 unités, un plateau de vente que ce nom n'atteindrait plus jamais. Les auvents de garde-boue chromés, une marque de la Sixty Special depuis 1942, ont disparu en faveur d'un panneau métallique nervuré géant qui occupait toute la moitié inférieure du garde-boue arrière. Le script Sixty Special était situé vers le haut de l'aileron arrière pour 1958, et le mot "Fleetwood" a été écrit en lettres moulées sur le coffre. Les avantages techniques comprenaient le déplacement de l'unité de climatisation en option du coffre vers un espace sous le capot et un frein de stationnement à pédale qui se desserré lorsque la voiture été mise en marche. Le moteur de 5,98 L introduit l'an dernier était maintenant propulsé à 300 ch (220 kW). Malgré la toute nouvelle tôle sur les modèles de 1957, une grande partie de l'attention de Cadillac était concentrée sur la nouvelle production limitée Eldorado Brougham. Ce nouveau modèle à quatre portes ne menaçait pas la production de la Sixty Special, car le nouveau Brougham était un modèle de spécialité fabriqué à la main et de production limitée avec un prix incroyablement raide de 13 074 $ - plus du double d'une nouvelle Sixty Special. Les lèves-vitres et les freins électriques étaient de série. Une radio de présélection était en option.
1958 a vu de vastes changements de conception, même si les voitures ont été entièrement rénovées pour 1957. La puissance du moteur de 5,98 L était maintenant de 310 ch (230 kW). Des « crampons » étincelants décoraient la large nouvelle calandre, tandis que les protections de pare-chocs à embouts en caoutchouc étaient déplacées plus loin vers les bords de la voiture - laissant un aspect plus bas et plus large. Quatre phares, un style qui figurait sur l'Eldorado Brougham de l'an dernier, ont été adoptés pour toutes les Cadillac, y compris la Sixty Special de 6 117 $. Des jupes de garde-boue pleines dissimulaient pratiquement les roues arrière de la vue, et la garniture massive en acier inoxydable nervuré occupait la moitié inférieure du garde-boue arrière. De petites fenêtres de ventilation ont été ajoutées aux portes arrière de la Sixty Special, et de nouvelles serrures électriques étaient disponibles en option. Cela a marqué la dernière année que la Sixty Special maintiendrait un C-Body GM étiré jusqu'à son retour dans l'année modèle 1965. L'année modèle 1958 serait également la dernière où le script Sixty Special apparaîtrait n'importe où sur la voiture. Les ventes de la voiture de 4 930 livres (poids à l'expédition) ont chuté à 12 900 unités, soit près de la moitié de la production de l'an dernier.

## 1959-1960
En 1959, les ailerons mémorables sont apparues sur presque toutes les Cadillac cette année, y compris la Sixty Special. Les gousses des feux arrière montés sur les ailerons (qui étaient de la couleur de la carrosserie sur les petites Cadillac) étaient chromées. Le moteur de 6,3 L fournissait 325 chevaux (242 kW). La suspension pneumatique, utilisant des amortisseurs remplis de fréon, était facultative sur la Sixty Special. Cadillac a également annoncé un nouveau système de drainage "scientifiquement conçu". Bien que le script Sixty Special ait disparu, le script Fleetwood est resté, et puisque la seule autre Cadillac carrossée par Fleetwood était la Series 75, pour cela et pour bien d'autres raisons, il n'y avait pas de confusion entre la Sixty Special et d'autres Cadillac. Cependant, un emblème cloisonné "Sixty Special" monté sur l'aile avant apparaîtrait l'année suivante et durerait jusqu'en 1962.
1960 a vu de nouvelles ailerons arrière (plus courts) et une conception de garniture latérale plus propre, ainsi qu'une conception de "calandre" arrière partagée avec l'Eldorado. La Sixty Special se distingue également par un nouvel emblème cloisonné "Sixty Special" monté sur l'aile avant. L'empattement est resté de 130 po (3300 mm) et le prix de 6233 $ était le même que celui de 1959. Une nouveauté pour 1960 était un revêtement de toit en vinyle standard, et les petits "volets" chromés sont revenus (vus pour la première fois en 1942, vus pour la dernière fois en 1956) montés sur les ailes arrière, juste devant les feux arrière. La direction assistée et les freins étaient de série.

## 1961-1964
Pour 1961, la Sixty Special de Cadillac a reçu une toute nouvelle tôle, avec une ligne de toit formelle et limpide et un empattement légèrement plus court de 3290 mm (129,5 pouces). Les petites persiennes décoratives étaient de retour, cette fois juste devant les feux arrière. Les ventes ont atteint 15 500 unités. Avec l'annulation de l'Eldorado Brougham à quatre portes à la fin de 1960, la Sixty Special de 1961 est devenue la compagne berline de l'Eldorado décapotable. La direction assistée était standard.
Le style de 1962 est resté similaire à celui de 1961, et les persiennes des ailes de la Sixty Special ont été déplacées vers le toit, directement derrière l'ouverture de la porte arrière. Une calandre révisé à l'avant et un nouveau panneau de garniture sous le couvercle du coffre arrière ont complété les changements subtils. Les ventes ont chuté à 13 350 cette année au prix de base de 6 366 $. Un couvercle de coffre électrique était une option. Le chauffage était désormais standard.
1963 avait un tout nouveau style (sur le même empattement de 129,5 po (3 289 mm), avec un nouveau moteur produisant les mêmes 325 ch (242 kW) de la génération précédente d'OHV V8 Cadillac. La Sixty Special a partagé son manque de garniture du côté de la carrosserie avec l'Eldorado - apparaissant très propre et formel par rapport aux modèles Cadillac standard. Tandis que les petites persiennes décoratives continuaient sur le montant C, un nouvel ornement "couronne et écusson" Cadillac était sur l'aile arrière. L'emblème "Sixty Special" monté sur le garde-boue avant (apparu pour 1960) avait disparu. Le dessus en vinyle autrefois standard était maintenant devenu une option de 125 $ sur la Sixty Special. Le prix a baissé à 6 300 $ et les ventes ont légèrement augmenté de 14 000.
À part une calandre et un pare-chocs légèrement remaniés, la Sixty Special de 1964 a vu peu de changements extérieurs. L'ornement couronne et l'écusson Cadillac a été déplacé pour remplacer les persiennes montées sur le montant C. La Sixty Special (et la compagne Eldorado décapotable) ne comportait presque pas de garniture latérale, à l'exception d'une large moulure de bas de caisse qui allait du bord arrière de la roue avant jusqu'à l'arrière de la voiture. La cylindrée du moteur a été augmentée à 7,03 L et la vénérable transmission Hydra-Matic, introduite pour la première fois dans l'année-modèle 1940, a été remplacée par la nouvelle transmission automatique Turbo-Hydromatic. Le coût est revenu au prix de 6 366 $ pour 1962 et les ventes ont atteint 14 500 unités.

## 1965-1970
1965 présentait un tout nouveau style sur un empattement plus long de 3378 mm (133 pouces), sur une plate-forme GM C-body étirée. La Sixty Special redevenait une berline à colonnes (le montant B était absent depuis 1957). Autre nouveauté pour 1965: le groupe d'options «Brougham» disponible, ajoutant 194 $ au prix de base de Sixty Special de 6 479 $, qui comprenait un revêtement de toit en vinyle grainé rembourré avec un insigne «Brougham» sur le montant C. 18.100 Sixty Special ont été construits pour 1965. Avec l'Eldorado ayant rejoint la Sixty Special en 1963 en tant que seule autre Cadillac non limousine carrossée par Fleetwood, l'ajout du script Brougham a rendu les choses un peu plus cohérentes dans la nomenclature, car l'Eldorado n'était à l'origine disponible qu'en version décapotable, et sa dernière version berline à quatre portes a été dénommé "Brougham". De plus, Cadillac s'est débarrassé du cadre en X et l'a remplacé par un cadre sur tout le périmètre. L'équipement standard incluait maintenant un voyant d'avertissement dans le combiné d'instruments indiquant un couvercle de coffre non verrouillé. Les ceintures de sécurité arrière étaient également de série
Avec des modifications de finition mineures, Cadillac offrait en 1966 aux acheteurs deux modèles de cette série: le Fleetwood Sixty Special Standard (au prix de 6 378 $) et le nouveau Fleetwood Brougham (6 695 $). L'ensemble d'options Brougham s'est avéré si populaire l'année précédente qu'il a été transformé en modèle distinct pour 1966. La Fleetwood Brougham comprenait un revêtement de toit en vinyle d'apparence formelle et des aménagements luxueux à l'intérieur tels que des garnitures en noyer véritable et, pour les passagers arrière, des tables d'écriture éclairées (jusqu'en 1967), des repose-pieds et des lampes de lecture. C'était la dernière année que la Sixty Special servait de compagnon de partage de carrosserie à l'Eldorado cabriolet, alors que l'Eldorado de 1967 passait à la traction avant et à la toute nouvelle tôle. La nouvelle Sixty Special Brougham s'est vendue à plus de 13 630 exemplaires, dépassant la Sixty Special Standard qui n'en a vendu que 5 445.
Les Cadillac avaient un tout nouveau style en 1967, mais la Sixty Special a continué avec un empattement exclusif de 3 400 mm (133 pouces). La Sixty Special Brougham de 6 739 $ a continué de surclasser la Sixty Special de 6 423 $ - 12 750 unités contre 3 550. La radio AM / FM était une option de 188 $.
1968 comportait principalement un style reporté de 1967, mais le capot était plus long cette année, car il s'étendait jusqu'à la base du pare-brise pour couvrir les essuie-glaces "cachés". Autre nouveauté pour 1968: un élégant couvercle de coffre biseauté. Le Sixty Special Brougham à toit en vinyle de 6 867 $ a vendu 15 300 modèles cette année, tandis que le Sixty Special Standard avec son toit en métal peint (au prix de 6 552 $) n'a vendu que 3300 voitures. La plupart des acheteurs de Cadillac considéraient clairement la différence de prix de 315 $ comme insignifiante.
Un tout nouveau style est apparu en 1969, et les deux modèles Sixty Special avaient des lignes de toit distinctes des autres Cadillac. Une banquette divisée 60/40 était de série dans la Sixty Special Brougham, en option dans la Sixty Special. La sécurité était une nouvelle priorité chez Cadillac, qui a introduit une nouvelle colonne de direction qui a non seulement été conçue pour absorber les chocs et s'effondrer en cas de collision, mais qui avait également de nouvelles fonctions antivol mandatées par le gouvernement fédéral, comme un volant et une transmission activés par un commutateur de clé de contact et un mécanisme de verrouillage du levier de vitesses. Comme cela était également obligatoire, les appuie-tête étaient de série sur les sièges avant, tandis que les ceintures de sécurité étaient fournies pour les six passagers. Le moteur de 375 ch (280 kW) de 7,73 L a été repris de 1968. À noter également cette année, la disparition des petites fenêtres de ventilation des portes avant et arrière. La Sixty Special Brougham, à 7092 $, comprenait un toit en vinyle (disponible en six couleurs), ainsi que des repose-pieds arrière et un contrôle des niveaux automatique pour les roues arrière qui maintenaient le niveau de la voiture malgré le poids du carburant, des passagers ou cargaison. La Sixty Special Brougham vendues à 17 300 unités ont facilement dépassé les 2 545 exemplaires du Sixty Special de 6 761 $.
La Sixty Special de 1970 a subi peu de changements, à part la nouvelle calandre et les feux arrière habituels. La Sixty Special était depuis longtemps reconnu pour son corps audacieux et nu, mais cette année, les modèles ont reçu une moulure latérale chromée avec insert en vinyle - la première moulure latérale proéminente du modèle depuis le style "fusée" de 1958. Les ventes ont été de 16 913 unités du Sixty Special Brougham à 7 284 $; et seulement 1 738 Sixty Special à 6 953 $. Ce serait la dernière année pour la Sixty Special à toit métallique standard.

## 1971-1976
Les nouvelles carrosseries GM de 1971, avec 64,3 pouces de dégagement aux épaules à l'avant (62,1 pouces sur Cadillac) et 63,4 pouces de dégagement aux épaules à l'arrière (64,0 pouces sur Cadillac) ont établi un record de largeur intérieure qui ne serait égalé par aucune voiture avant les modèles GM à propulsion arrière full-size du début au milieu des années 1990. À la suite de ce remodelage, la Sixty Special est resté pratiquement inchangé jusqu'en 1976, à l'exception des lifting périodiques avant et arrière. La voiture partageait les mêmes indices de style avec les modèles inférieurs Calais et DeVille. Le plus spectaculaire de ces changements a été l'ajout de phares rectangulaires en 1975 ainsi qu'une calandre complètement nouvelle. Cette configuration a été maintenue jusqu'au down-sizing dramatique de 1977, marquant la fin temporaire de toutes les Cadillac full-size à l'exception de l'Eldorado.
Pour 1971, la gamme a été réduite à un seul modèle de Sixty Special, la Sixty Special Brougham. Il roulait toujours sur un empattement exclusif de 133,0 pouces (3380 mm), mais avec une toute nouvelle tôle et un design de toit distinctif. Le nouveau toit formel rappelait clairement la Sixty Special original de Bill Mitchell de 1938, avec un verre latéral à coins arrondis encadré individuellement (délimité par une fine perle chromée). Autre nouveauté sur le dessus en vinyle: des lampes d'opéra montées sur un pilier C et un épais pilier B, qui, avec un panneau de carrosserie étroit entre les portes latérales avant et arrière, ont rehaussé le look de limousine personnalisé de la voiture. Malgré le nouveau look formel et les niveaux de luxe plus élevés, les ventes ont légèrement baissé par rapport à 1970, tombant à 15 200 unités. Comme auparavant, alors que le coupé et la berline DeVille restaient les voitures principales de Cadillac, la Sixty Special était un article exclusif à faible volume vendu à ses acheteurs les plus aisés, à la flotte et aux livrées pour la conversion en limousines formelles ou en voitures d'aéroport.
Les performances du moteur ont commencé à diminuer avec les restrictions de l'EPA sur les émissions d'échappement et les grammes d'émissions par mile, forçant les rapports d'engrenage à des rapports de plus en plus élevés, tombant aussi bas que 2,73:1 pour 1975-1976. Une nouvelle conception de châssis / suspension commune a été introduite dans la dernière génération de Sixty Special qui a également été utilisée dans d'autres voitures GM full-size. Alors que les autres divisions GM ont utilisé une configuration de direction avant (tringlerie de direction devant la traverse du moteur), toutes les Cadillac propulsion ont conservé la suspension avant vintage de 1961 (tringlerie de direction arrière, cames excentriques dans le porte-fusée au lieu de cales, tiges de jambe de force) attaché aux cadres pour le réglage de la roulette). Les suspensions arrière étaient désormais entraînées par l'essieu moteur Salisbury à 8 boulons et à couronne dentée de 8 7⁄8 pouces conçu par Pontiac. Un nouvel ensemble de remorquage a été ajouté permettant de tirer des charges de remorques plus importantes. Couplé à un refroidissement intensif, un engrenage de 3,23, un alternateur à grand châssis de 80 ampères à haut rendement et une transmission THM400 robuste, l'empattement long était idéal pour tirer des remorques pesant jusqu'à 7 000 lb (3 200 kg).
1972 marque le 70e anniversaire de Cadillac. L'un des rares changements cette année-là a été l'ajout d'une moulure chromée autour de la lunette arrière. Les ventes se sont élevées à 20 750 unités au prix de base de 7 585 $. La Sixty Special Brougham de 1972 pesait un poids d'expédition impressionnant de 4 858 livres (plus de 5 000 livres à vide). L'équipement de série comprenait des lampes de lecture aux places arrière, un contrôle automatique des niveaux et des sièges avant à double confort. Une large gamme de tissus d'ameublement était disponible en neuf couleurs de cuir grainé "Sierra", quatre couleurs de tissu "Matador", une combinaison de tissu "Matador" et de cuir, un tissu "Minuet" en trois couleurs, ou une peluche "Medici" velours écrasé.
L'année modèle 1974 a vu l'introduction du «système de retenue à coussin d'air»", qui activait les airbags cachés dans le volant et du tableau de bord côté passager lorsque la voiture était heurtée uniquement par l'avant. L'option a remplacé la boîte à gants par un compartiment verrouillable sous le tableau de bord. Le système était très impopulaire et a été abandonné en option après 1976.
Pour l'année modèle 1975, le 472ci v8 a été remplacé par le 500ci v8 auparavant uniquement disponible sur l'Eldorado. Comme changement de milieu d'année, une injection électronique de carburant Bendix était disponible pour la première fois, c'était le même système utilisé sur la Seville introduit en même temps. Un nouveau fascia avec les phares carrés désormais légaux a été introduit. La climatisation est devenue un équipement standard (même si elle était généralement commandée dans la grande majorité des Cadillac).
Pour 1976, des serrures de portières automatiques (qui verrouillaient la voiture lorsque la transmission était placée en mode drive et les déverrouillaient lors du passage en mode parking) et un siège passager inclinable ont été proposées en option. La Sixty Special a été temporairement retirée en 1976, mais est revenue dans un nouveau modèle à traction avant pour 1987,.

### Fleetwood Brougham d'Elegance
Un forfait optionnel disponible pour la première fois en 1973 était le forfait "d'Elegance". Ajoutant 750 $ US, cet ensemble comprenait une garniture de siège en velours unique de «style oreiller» ainsi qu'une moquette plus moelleuse et quelques caractéristiques supplémentaires en option sur les modèles standard. Le même ensemble a été proposé sur les modèles Coupé / Sedan DeVille en 1974 avec une conception de sièges différente. L'ensemble deviendrait disponible sur divers modèles DeVille, Fleetwood Brougham, Brougham et Fleetwood dans les années 1970, 80 et 90 avec des caractéristiques standard ajustées pour s'adapter aux décennies.

### Fleetwood Talisman
Encore plus exclusif que le "d'Elegance" était le package "Talisman", disponible pour la Sixty Special pour les années modèle 1974, 1975 et 1976. Un talisman est "tout ce dont la présence exerce une influence remarquable ou puissante sur les sentiments ou les actions humaines". Le package était si exclusif qu'il a remplacé les désignations de luxe "Brougham" et "d'Elegance". Pour 1974, l'intérieur comportait une console centrale couvrant tout l'intérieur, la partie avant abritant une tablette écritoire et l'arrière un espace de rangement. Cette disposition des sièges a transformé le spacieux Fleetwood Brougham en une automobile à quatre places, ce qui a probablement conduit à l'arrêt de la console de siège arrière dans les éditions 1975/76. Les sièges étaient initialement disponibles en quatre couleurs de cuir (2 450 $) ou de velours écrasé "Médicis" (1 800 $), le cuir étant abandonné après 1974. La moquette intérieure et les tapis flottants assortis ont complété le look. L'extérieur comportait un toit en vinyle de grain de wapiti entièrement rembourré standard, des identifications d'insignes extérieures et une couronne de couleur et un ornement de capot de crête.

## 1987-1993
La Sixty Special est revenue en 1987 en tant que Cadillac la plus full-size conduite par son propriétaire dans la gamme GM C-body à traction avant, avec une production prévue de seulement 2 000 voitures. Ce modèle de deux ans seulement pour 1987-88 était officiellement nommé Fleetwood Sixty Special et étaient des automobiles uniques, fabriquées sur mesure, qui présentaient un empattement plus long de 127 mm que les DeVille / Fleetwood sur lesquels elles étaient basées. Équipé de la même façon que la Fleetwood d'Elegance de taille standard - le modèle sur lequel elle était basée - la Fleetwood Sixty Special comprenait également un système de freinage antiblocage (une option sur la Fleetwood à 925 $) et un système d'échappement en acier inoxydable non disponible sur d'autres Cadillac. En 1987, la Sixty Special affichait un prix de base de 34 850 $, soit plus de 8 700 $ par rapport au prix de la Fleetwood d'Elegance. Le prix a chuté de 100 $ pour 1988. Avec leur empattement spécial et plus long, ces voitures s'apparentaient à des "mini-limousines" qui pouvaient être conduites par le propriétaire ou avec chauffeur. En plus de 5 pouces d'espace supplémentaire pour les jambes à l'arrière, ils comprenaient des équipements exclusifs tels que deux appuie-tête arrière, des repose-pieds à trois positions (montés à l'arrière du siège avant divisé 55/45) et deux miroirs de courtoisie éclairés situés dans une console au pavillon. Un toit en vinyle rembourré, qui cachait les coutures là où la section supplémentaire a été ajoutée, se prolongeait sur les portes arrière allongées. Les noms des modèles étaient potentiellement déroutants pour les consommateurs, de sorte que Cadillac a simplement renommé l'ancienne Fleetwood («D-body») à propulsion arrière «Brougham».
Pour 1989, la Sixty Special (qui n'est plus un sous-modèle de la "Fleetwood") a perdu son empattement exclusif plus long et partage désormais le même empattement de 113,8 pouces (2 890 mm) avec la DeVille et la Fleetwood. Le prix de la Sixty Special avait maintenant un prix de base inférieur de 34 230 $. Lorsque la plaque signalétique Fleetwood a été restaurée sur la grande Cadillac Brougham à traction arrière en 1993, le modèle à traction avant qui avait été nommé Fleetwood (qui n'était en réalité qu'une variante de la traction avant DeVille) depuis 1985, a été renommé, simplement "Sixty Special". C'était la première et la seule fois en 53 ans que le nom "Fleetwood" n'était pas utilisé avec la désignation "Sixty Special".
Alors que les Sixty Special de 1987 et 1988 avaient leur empattement plus long unique, les modèles de 1989 à 1993 ont été différenciés de la DeVille par le groupe de garnitures intérieures spéciales qui comprenait des sièges conducteur et passager à 22 réglages électriques. Le designer italien Giorgetto Giugiaro a créé le siège en cuir souple qui comprend des éléments chauffants intégrés et de multiples réglages lombaires, un accoudoir central à double coque à l'avant et un accoudoir arrière avec deux porte-gobelets coulissants et un bac de rangement coulissant à commande électrique entre les sièges avant qui abritaient également deux porte-gobelets. Cet ensemble de sièges était de série de 1989 à 1992 et est devenu disponible en option en 1993.
Pour 1989, Cadillac a produit 2 007 berlines Sixty Special. Les choix de couleurs extérieures ont presque doublé par rapport à l'année précédente, maintenant avec onze couleurs offertes, au lieu des six précédentes. Les intérieurs comportaient un revêtement en cuir standard, disponible en trois couleurs (Bleu Foncé, Rouge Foncé et Gris Moyen). L'accoudoir central du siège avant à clapet s'ouvre aussi par l'arrière, permettant un meilleur accès aux passagers arrière, tandis que l'accoudoir central du siège arrière contient une console coulissante avec deux porte-gobelets et un compartiment de rangement.
La Sixty Special de 1990 avait un prix de base de 36 980 $ et 1 817 ont été fabriqués. Un airbag côté conducteur était désormais de série (en option l'année dernière) et la colonne de direction télescopique a été abandonnée, bien que la fonction d'inclinaison soit restée. Les extérieurs étaient disponibles en onze couleurs (dont trois nuances de gris qui étaient nouvelles pour 1990 - Gris Ardoise, Gris Ardoise Moyen et Gris Ardoise Foncé). Les intérieurs étaient disponibles en seulement trois couleurs de cuir «Ultrasoft»: Rouge Grenat, Saphir Très Foncé (Bleu) et une nouvelle nuance - Gris Ardoise Moyen.
Pour 1991, le tiroir de rangement coulissant à commande électrique a été remplacé par un accoudoir de rangement contenant un porte-gobelet rabattable, un porte-monnaie amovible et un rangement pour disque compact. Des conduits d'air réglables pour les passagers arrière ont été ajoutés à l'arrière de la base révisée de l'accoudoir du siège avant. Cadillac a fabriqué 879 Sixty Special pour 1991, avec un prix de base de 38 325 $.
Pour l'année modèle 1992, seulement 554 berlines Sixty Special (prix de base 39 860 $) ont été produites.
En 1993, la plaque signalétique Fleetwood a été restaurée pour remplacer la nouvelle transmission arrière restylée de la Cadillac Brougham, où elle avait été utilisée pour la dernière fois en 1986. La Sixty Special à traction avant a abandonné la désignation Fleetwood pour 1993 et n'était disponible qu'en tant que berline à quatre portes. Il s'agissait d'une baisse de mobilier et d'équipement standard pour la Sixty Special, car la voiture était équipée de la même manière que la berline Fleetwood de 1992 qu'elle avait remplacée. La tapisserie d'ameublement en velours était maintenant standard, avec le cuir facultatif. Alors que la Sixty Special conservait une véritable garniture en noyer américain sur les portes et le tableau de bord, les sièges personnalisés qui rendaient la Sixty Special unique depuis 1989 étaient désormais facultatifs, disponibles dans le cadre d'un ensemble "Ultra" de 3 550 $. Seuls 686 des 5 286 Sixty Special (au prix de 37 230 $) construits en 1993 ont été commandés avec l'intérieur "Ultra". Une Sixty Special Coupe de 1993 était prévue, et est mentionnée dans le Advance Preview Book (un supplément que le concessionnaire Cadillac a reçu en juillet 1992 offrant des informations sur l'année modèle 1993 à venir). Cependant, le 12 septembre de la même année, le coupé a été retiré de la production après la construction d'une seule voiture (en Maron Royal Metallic). La production de la Sixty Special Sedan (par couleur) est la suivante: 3 Rose Mary Kay / 59 Prune Foncé / 110 Bleu Sapphire Claire/ 206 Bronze-Ardoise / 220 Gris Academie / 228 Rouge Carmin / 250 Platine / 310 Bleu Sapphire Firemist / 326 Taupe / 445 Maron Royal / 477 Beige Clair / 518 Vert Ardoise / 578 Noir / 707 Bleu Marine / 849 Blanc. Bien qu'elle soit basée sur la Sedan DeVille, la Sixty Special berline comprenait onze articles en équipement standard qui étaient en option sur la DeVille. De plus, il y avait plusieurs options pour la Sixty Special non disponibles sur la DeVille, comme un siège à mémoire à deux positions côté conducteur et des fauteuils inclinables électriques individuels pour les sièges avant. À l'extérieur, la différence la plus notable était les jupes de garde-boue de roue arrière, donnant au Sixty Special un aspect beaucoup plus lourd et plus formel que la DeVille. La dernière Cadillac Sixty Special est sortie de la chaîne de montage le 18 juin 1993.
Transmissions
- 1987-1989 4T60 (440-T4)
- 1990-1993 4T60E